# Manassas Gap
Le Manassas Gap est un passage dans les montagnes Blue Ridge.

## Géographie
À une altitude de 270 m, c’est le passage le plus bas des montagnes Blue Ridge en Virginie, entre la région du Piedmont du côté est, et la vallée de Shenandoah (ou Grande vallée de Virginie) à l’ouest. Un cours d’eau y coulait mais il a été capturé par un autre.

## Histoire
La ligne de chemin de fer du Manassas Gap fut construite à travers ce passage en 1854. Durant la guerre de Sécession, cette ligne présentait un caractère stratégique pour les deux camps ; le 21 juillet 1861, un combat opposa les troupes de l'Union et celles de la Confédération.

## Aménagement
Aujourd’hui[Quand ?], la voie ferrée fait partie du réseau Norfolk Southern. La route 55 et l’autoroute 66 passent aussi à travers le Manassas Gap. La piste des Appalaches orientée du nord au sud passe aussi par là.
Les villes indépendantes de Manassas et Manassas Park ont dérivé leur nom de la ligne de chemin de fer qui traverse le Manassas Gap.